# هریشی
هریشی یک روستا در ایران است که در دهستان عربخانه واقع شده‌است. هریشی ۲۹ نفر جمعیت دارد.